# Đurđina Jauković
Đurđina Jauković, född 24 februari 1997, är en montenegrinsk handbollsspelare. Hon är högerhänt och spelar som vänsternia.

## Klubblagskarriär
Jauković spelade inledningsvis för den montenegrinska klubben ŽRK Danilovgrad. 2015 gick till den montenegrinska toppklubben ŽRK Budućnost. Med Budućnost vann hon både montenegrinska mästerskapet och montenegrinska cupen 2016, 2017, 2018 och 2019. Inför säsongen 2020/2021 flyttade hon till den franska klubben Brest Bretagne Handball.  Med Brest vann hon både det franska mästerskapet och franska cupen 2021. Jauković drabbades av en korsbandsskada i september 2021, och hon var borta i tio månader. Med Brest spelade hon i Final Four i EHF Champions League 2021 och förlorade finalen mot Vipers Kristiansand. 

## Landslagskarriär
Jauković spelade för det montenegrinska juniorlandslaget. Vid U19-EM 2015 var hon turneringens bästa målskytt med 71 mål och valdes som MVP i turneringen  Hon spelar i Montenegros damlandslag i handboll. Hon debuterade för Makedonien 2014 men ersattes under turneringen. Med Montenegro har hon sedan deltagit hon i VM 2015, EM 2016, OS 2016 i Rio de Janeiro, VM 2017, EM 2018, OS 2020 i Tokyo och EM 2022. Vid EM 2022, slutade hon tvåa i skytteligan med 48 mål, och vann hon bronsmedaljen med Montenegro.

## Individuella utmärkelser
- MVP U19-EM 2015[4]
- Skytteligavinnare U19-EM 2015[4]